# 地球侵略戦争2150
地球侵略戦争2150（ちきゅうしんりゃくせんそう2150、原題:Daleks' Invasion Earth 2150 A.D.）は、ゴードン・フレミングが監督し、ミルトン・スボツキーが脚本を執筆した、1966年のイギリスのSF映画。イギリスのSFテレビドラマシリーズ『ドクター・フー』を原作とする劇場版第2作である。ピーター・カッシングが風変りな発明家かつタイムトラベラーのドクター・フー役を演じ、スーザン役をロバータ・トヴェイ、ルイス役をジル・カーゾン、トム・キャンベル役をバーナード・クリビンスが演じた。1965年の映画『Dr.フー in 怪人ダレクの惑星』の続編である。
ストーリーはBBCが制作したテレビ版『ドクター・フー』の The Dalek Invasion of Earth (1964) に基づく。この映画はテレビシリーズで進行する物語の一部としては計画されていなかったが、ダーレクやポリスボックスといった様々なキャラクターが一部設定を改変して登場する。
1966年7月22日にロンドンでプレミアで初公開され、日本でもVHSがリリースされている。予算は28万6000ポンドで、そのうち5万ポンドが広告費として使われた。

## キャスト
- ドクター・フー - ピーター・カッシング
- トム・キャンベル - バーナード・クリビンス
- デイヴィッド - レイ・ブルックス
- ウィラー - アンドリュー・キア
- スーザン - ロバータ・トヴェイ
- ルイス - ジル・カーゾン
- ウェルズ - ロジャー・アヴォン
- ロボマン - ジオフレイ・チェシャー
- コンウェイ - ケイス・マーシュ
- ブロックレイ - フィリップ・マドック
- ロボマンのリーダー - スティーヴ・ピーターズ
- トンプソン - エディ・ポウェル
- ドータムン - ゴドフレイ・クイグレイ
- 自転車の男 - ピーター・レイノルズ
- キャリーバッグの男 - バーナード・スピアー
- 若い女 - シェリア・ステーフェル
- 老女 - エイリーン・ウェイ
- クラドック - ケネス・ワトソン
- 強盗 - ジョン・ウレフォード
- ダーレクの操縦 - ロンバート・ジェウェル
- ダーレクの声 - ピーター・ホーキンスとデイヴィッド・グラハム（クレジットなし）

## 制作
- Amicus はテリー・ネイションとBBCからダーレクに関連する3つの映画を制作する権利を500ポンドで購入した[3]。テレビ版の The Chase に基づく劇場版3作目は、この映画の興行収入が劣っていたため制作が中止された[6]。
- 主要撮影は1966年1月31日にイギリスのシェパートンスタジオで開始され、予定から11日遅れた3月22日に終了した[7]。
- カッシングの病気により制作が難しくなり、画面上に彼が登場するのを減らすためにスクリプトを書き直す必要があった[8]。
- セットでは多くの事故が起きた。ダーレクの宇宙船を襲撃する反政府勢力の撮影中にダーレクが発火したほか、スタントマンのエディ・パウエルはダーレクから逃げようとして抹殺されたシーンで足首を骨折した[4]。俳優アンドリュー・キアは、ワイラーとスーザンがロンドンから脱出するシーンでバンのフロントガラスを突き破り、手首に怪我を負った[7]。
- 映画の予算は28万6000ポンドで、前作よりも60％近く増大した[6]。
- 1995年にダーレク映画2作に関するドキュメンタリー Dalekmania がビデオでリリースされ、制作・スピンオフ・宣伝キャンペーンの詳細が明らかになった[4]。その後、劇場版2作品のホームメディアビデオがリリースされると、このドキュメンタリーは特典映像に追加された。

### ダーレク
大部分のダーレクのデザインと色は、当時のテレビ版で使用されていたものと非常に似ていた。フェンダー部分は大きく黒色で、全体は銀色の塗装が施され、青く塗装された半球やアルミニウムの色も確認された。リーダー核のダーレクも3体登場しており、それぞれ金色・黒色・赤色である。金色のダーレクは侵略部隊の全体的な指揮を執っているらしく、黒色のダーレクはベッドフォードシャーの採掘作業と爆弾の爆発を支配し、赤色のダーレクは人間の奴隷を捕らえて囚人をロボットで駆逐し、抵抗軍の抹殺作戦を担当する。劇場版第1作と同様に、対応するテレビ版エピソードよりも大きなドームライトが取り付けられており、一部の個体には通常ダーレクに備わるラバーカップの代わりに機械式の爪が備わっていた。

## タイアップ製品と後の報道
朝食用シリアルの企業 Sugar Puffs が映画のスポンサーにつき、映画の様々な場面に同社の製品やサインが登場する。資金と引き換えに同社はダーレクの小道具の使用権を得て、ダーレクをテレビCMに使用した。
1965年から1967年にかけて、TV Century 21 のコミックで1ページのダーレクのコミックストリップが連載された。1966年1月以降、アーティストのエリック・エデンとロン・ターナーは、機械式の鉤爪や大型のフェンダー、ドームライトなど、映画デザインの要素を使ってダーレクを描いた。連載中、映画の写真や記事もコミックで特集された。
1984年1月にはダーレク映画2本に関する記事が Doctor Who Monthly に掲載され、制作情報・写真・インタビューが掲載された。1995年春の Doctor Who Magazine 特別号にも別の記事が掲載された。

### 批判
本作は1966年7月21日に The Times 紙で否定的なレビューを受けており、劇場版第1作から撮影技術が進歩していないと酷評されている。またピーター・カッシングの扱いについても批判がなされた。ラジオ・タイムズのアラン・ジョーンズもまた、SFにおける重鎮たるダーレクの扱いに関して否定的な意見を表明した。
肯定的な意見としては、2013年にブルーレイがリリースされた際に雑誌 StarBurst の評論家ポール・マウントが高評価している。彼は前作よりも大きなスケールと豪華なロケ地を絶賛し、ダーレクの宇宙船に抵抗軍が攻撃するシーンを印象的だと述べた。

## サウンドトラック
この映画のサウンドトラックはゴードン・ゴウが提供し、1966年11月18日に BBC Light Programme で Movietime シリーズの Show 305 としてラジオ放送された。制作はトニー・ルークだった。

## ホームメディア
スーパー8mmフィルム
- 1977年にWalton Sound and Film Services がイギリスでリリース。

VHS
- イギリスで Thorn EMI が1982年に、ワーナー・ホーム・ビデオが1988年と1996年にリリース。
- アメリカで Thorn EMI が1985年に、Lumiere が1994年にリリース。
- オーストラリアでワーナー・ホーム・ビデオが1990年にリリース。
- 日本で東北新社が1992年にリリース。

DVD
- 両作品およびドキュメンタリー Dalekmania がアメリカで2001年に Anchor Bay Entertainment によりボックスセットとして、2012年に Lionsgate が2枚セットとしてリリース。
- 両作品およびドキュメンタリー Dalekmania がオーストラリアで Studiocanal により2枚組ボックスセットとして2001年にリリース。
- 両作品およびドキュメンタリー Dalekmania がフランスで Canal+video により2001年にリリース。フランスオリジナルのサウンドトラックつき。
- 両作品およびドキュメンタリー Dalekmania がイギリスで Studiocanal により2002年と2006年に2枚組ボックスセットとしてリリース。
- Universal Pictures Iberia S.L.. によりスペインで2009年にリリース。スペインオリジナルのサウンドトラックつき。
- Umbrella Entertainment によりオーストラリアで2012年にドキュメンタリー Dalekmania 収録済みでリリース[13]。

ブルーレイ
- 本作とドキュメンタリー Dalekmania がイギリスでStudiocanal により2013年にリリース。
- 両作品がイギリスで Studiocanal/Optimum Releasing により2枚組ボックスセットとして2013年にリリース。
- イギリスで限定版スチールブックが2015年にリリース。
- オーストラリアで Umbrella Entertainment により2014年にリリース。ドキュメンタリー Dalekmania も収録[14]。

オーディオ
- 両映画の音楽が Silvia Screen Records によりCDとして2009年にリリース。タイトルは Dr. Who & the Daleks。2016年には限定版のビニールレコード盤がリリース。
- 両映画のトラックが Silvia Screen Records により限定版コンパクト盤として2011年にリリース。